# Hypoponera pallidula
Hypoponera pallidula is een mierensoort uit de onderfamilie van de Ponerinae. De wetenschappelijke naam van de soort is voor het eerst geldig gepubliceerd in 1900 door Emery.